# Christian Gyan
Christian Atta Gyan (* 2. November 1978 in Tema, Ghana; † 29. Dezember 2021) war ein ghanaischer Fußballspieler.

## Karriere
Gyan wurde 1995 bei der U-17-Fußball-Weltmeisterschaft in Ecuador mit der ghanaischen U-17-Nationalmannschaft Weltmeister. Dabei fiel er europäischen Scouts auf. Gemeinsam mit seinem U-17-Mannschaftskollegen Patrick Allotey wechselte er 1996 zu Feyenoord Rotterdam.
Zur Saison 1997/98 wurde er zum Stadtrivalen Excelsior Rotterdam verliehen. Eine Saison später holte ihn Trainer Leo Beenhakker zu Feyenoord zurück. Mit Feyenoord wurde er 1999 niederländischer Meister und Gewinner der Johan-Cruyff-Schaal. Im Jahr 2002 gewann er mit Feyenoord den UEFA-Pokal. Sein Gegenspieler im Finale gegen Borussia Dortmund war der 2,02 m große Tscheche Jan Koller. Obwohl Koller ein Treffer gelang, trug der 1,75 m kleine Gyan maßgeblich zum Titelgewinn Feyenoords bei. Zur Saison 2006/07 wurde er erneut an Excelsior ausgeliehen. Anschließend wechselte er zu Turku PS nach Finnland. Nach dem Saisonende ging er Anfang 2009 nach Wales zum FC Wrexham. Dort kam er in zwei Spielen der FA Trophy zum Einsatz. Anfang 2010 schloss er sich Rovaniemi PS an, wo er jedoch verletzungsbedingt kein Spiel absolvierte. Daraufhin kehrte er endgültig nach Rotterdam zurück und beendete 2011 bei dem Amateurverein Leonidas Rotterdam seine Karriere.
Für die ghanaische Fußballnationalmannschaft bestritt er 23 Spiele, in denen er ohne Torerfolg blieb. Zudem nahm er an der Junioren-Fußballweltmeisterschaft 1997 und am Afrika-Cup 2000 teil.

## Privatleben
Nach seiner Karriere geriet Gyan, der inzwischen die niederländische Staatsangehörigkeit erworben hatte, in finanzielle Schwierigkeiten. Eine Arbeit im Rotterdamer Hafen, die ihm ein Sponsor von Feyenoord vermittelt hatte, musste er wegen Epilepsie aufgeben. Um seine finanziellen Sorgen zu lindern, sammelte 2017 eine Gruppe von Unterstützern die Summe von 35.500 Euro zur Bezahlung seiner Arztrechnungen. Zudem fand er einen Trainerjob an einer Rotterdamer Fußballschule. Der niederländische Autor Michel van Egmond schrieb eine Biographie über Gyan, deren Erlös dem ehemaligen Profi zugutekam.
Ende November 2021 gab Gyan in den sozialen Medien seine Krebserkrankung bekannt. Er verstarb am 29. Dezember 2021 im Alter von 43 Jahren.